# Pobačaj u Bjelorusiji
Pobačaj u Bjelorusiji zakonit je od 23. studenog 1955., kada je Bjelorusija bila jedna od republika Sovjetskog Saveza. Trenutni zakon o pobačaju datira od 31. prosinca 1987. i jedan je od najliberalnijih zakona o pobačaju u Europi. Pobačaj je dopušten na zahtjev do 12 tjedana, a u određenim okolnostima, po raznim osnovama, do 28 tjedana.
Zakon iz 1987. dopušta pobačaj iz razloga ozljede ili smrti fetusa i/ili majke, silovanja i incesta, kao i:
- smrti muža tijekom trudnoće,
- zatvorske kazne za majku ili oca,
- sudskoga naloga kojim se trudnoj ženi oduzima roditeljsko pravo,
- ako kućanstvo već ima petero djece,
- ako odnos između majke i oca završi razvodom,

ili obiteljska anamneza koja uključuje mentalne ili fizičke smetnje.
Nekada se pobačaj koristio kao metoda kontrole rađanja, pa je 1995. godine premašio broj živorođenih dva prema jedan. Stopa je pala za više od 75%, na 42.000 pobačaja (ili 39% stope živorođenih) u 2008. godini.
Od 2010. stopa pobačaja iznosila je 14,7 pobačaja na 1000 žena u dobi od 15 do 44 godine.